# 平行移動 (リーマン幾何学)
幾何学において、平行移動(parallel transport)とは、多様体上の滑らかな曲線に沿って幾何学的なデータを移動する方法である。

## 概要

球体上の閉じたループ(AからN、Bを経由してAに戻る)に沿ってベクトルを平行移動する。 ねじれ角は、ループに囲まれた領域の面積に比例する。

多様体が アフィン接続を備えている(あるいは　接束上に共変微分か接続 が定まっている場合)、この接続を使用すると、接続に対する平行性を維持できるように、曲線に沿って、多様体に”生えた”ベクトルを移動できる。したがって、接続が定める平行移動は、ある意味では、「曲線に沿って多様体の局所的なジオメトリを移動する方法」、つまり、近くの点同士のジオメトリを関連付ける(「接続」(connect)する)方法を提供する。
意味を成す「平行移動」の特徴はいろいろとあり得るが、一つの特徴 —つまり、曲線上の点達のgeometries を関連づける（connectingする、接続する）—接続を定めることに相当する。実際、通常の意味での接続の概念は、平行移動の無限小近似である。また逆に、平行移動を定めることは接続の局所的な実現である。
平行移動は、接続の局所的な実現を提供するので、ホロノミーとして知られている曲率の局所的な実現も提供する。 Ambrose–Singer theoremは曲率とホロノミーの間のこの関係を明示的に行う。
接続の他の特徴としては、固有の平行移動システムを備えることである。例えば、
ベクトル束のKoszul接続では、共変微分の場合と同じ方法で平行移動を定めることができる。
エーレスマン接続やカルタン接続は、多様体から 主束の全空間に対する「曲線の持ち上げ」を定める。このような「曲線の持ち上げ」は、基準系の平行移動と考えられることがある。

## ベクトル束上の平行移動
Mは滑らかな多様体、E→Mは ベクトル束であり、
このベクトル束Eは、共変微分 ∇を備える。
また、γ: I→M 
は、開区間 Iによって径数づけられた滑らかな曲線である。
{\displaystyle X}がベクトル束Eの、曲線γに沿った切断であるとする。
このとき、{\displaystyle X}が、以下を満たせば「{\displaystyle X}は曲線γに沿って平行」と言われる。
{\displaystyle \nabla _{{\dot {\gamma }}(t)}X=0{\text{ for }}t\in I.\,}
点P = γ(0) ∈ Mにおいて、ベクトル
e0 ∈ EP 
が与えられたとする。
大まかに言えば、「e0 の γに沿った平行移動」とは、
e0を、曲線γに沿って平行な切断X によって
延長したものである。
正確には、点P = γ(0) ∈ Mにおいて、
ベクトルe0 ∈ EP 
が与えられたとき、以下を充たすような「曲線γに沿った断面」、
Xは、ただ一つだけ存在する。
- (1). {\displaystyle \nabla _{\dot {\gamma }}X=0}
- (2) . {\displaystyle X_{\gamma (0)}=e_{0}.}

実際、任意の局所座標系において、上記の(1)は常微分方程式として書き表すことができ、(2)は、その初期条件である。 従って、ピカール・リンデレフの定理(常微分方程式の解の存在と一意性の定理)により、解の存在と一意性が保証される。
したがって、接続∇が定まれば、ファイバーの要素（即ちベクトル）を曲線に沿って移動させる方法が定まり、これは曲線上の任意の点の上のファイバーの間に線形同型を定める。
{\displaystyle \Gamma (\gamma )_{s}^{t}:E_{\gamma (s)}\rightarrow E_{\gamma (t)}}
即ち、任意の{\displaystyle s,t\in I}に対し{\displaystyle E_{\gamma (s)}}(点γ(s)上のファイバー)と、{\displaystyle E_{\gamma (t)}}(点γ(t)上のファイバー)は共に線形空間であるが、
{\displaystyle \Gamma (\gamma )_{s}^{t}}は、{\displaystyle E_{\gamma (s)}}と{\displaystyle E_{\gamma (t)}}との間の線型同型である。
この線形同型のことを、「曲線γに沿う平行移動」という。
この方法で得られたファイバー間の線型同型は、一般には、曲線の選択に依存する：仮にそうでなかった場合には、任意曲線に沿った平行移動を使用して、Mのすべての点上にEの平行セクションを定義出来てしまうので、∇の曲率は0でなければならない。
M上の x を起点とした閉曲線による平行移動を用いれば、確かにx の接ベクトル空間に自己同型を定めることが可能だが、これは必ずしも自明な線型同型とは限らないことに特に注意すべきである。
「x を起点とした閉曲線に沿った平行移動によって定まる自己同型」から成る集合は、
∇ の ホロノミー群 と呼ばれる 自己同型群を形成する。この群と、 ∇ の曲率の値との間には密接な関係がある。これは、Ambrose–Singer theoremの一部である。

### 平行移動からの接続の復元
共変微分∇が与えられると、任意の滑らかな曲線γに対して、「γ に沿って平行」という概念が
{\displaystyle \scriptstyle {\nabla _{\dot {\gamma }}=0}}によって定まり、「γに沿った平行移動」も定まった。では逆に、適切な平行移動が定まった場合に、平行移動から接続定めることが出来るのだろうか？
このアプローチは、本質的にKnebelman (1951)に準拠している;  Guggenheimer (1977)と、 Lumiste (2001) も参照のこと。
多様体上の任意の曲線γそれぞれ対して、
{\displaystyle \Gamma (\gamma )_{s}^{t}:E_{\gamma (s)}\rightarrow E_{\gamma (t)}}
が定まり、以下を充たしているものとする。
1. {\displaystyle \Gamma (\gamma )_{s}^{s}=Id}, これはEγ(s)の恒等変換である。
2. {\displaystyle \Gamma (\gamma )_{u}^{t}\circ \Gamma (\gamma )_{s}^{u}=\Gamma (\gamma )_{s}^{t}.}
3. {\displaystyle \Gamma (\gamma )_{s}^{t}}はsと t に対して滑らかであり、γに対しても滑らかである。

上記3において、「滑らか」という概念がでてくるが、これを噛み砕くのはやや難しい。
小林や野水などの現代的な書物の著者は、概して、「滑らかさ」がより容易に表現される他の意味での接続から来ているとして、接続の平行移動を見ている。それにもかかわらず、平行移動においてこのような規則を考えると、Eにおける接続を以下のように「復元」することが可能である。
γはM上の微分可能な曲線であり、その初期値はγ(0)で、接ベクトルの初期条件は
X = γ′(0)であるものとする。V は、ベクトル束Eの、曲線γに沿った切断であるとしたとき、
{\displaystyle \nabla _{X}V:=\lim _{h\to 0}{\frac {\Gamma (\gamma )_{h}^{0}V_{\gamma (h)}-V_{\gamma (0)}}{h}}=\left.{\frac {d}{dt}}\Gamma (\gamma )_{t}^{0}V_{\gamma (t)}\right|_{t=0}.}
は、関連するinfinitesimal connection ∇ を、 E上に定める。
我々は、このinfinitesimal connectionから、同じ平行移動Γ を復元出来る。

### 特殊なケース: 接バンドル
滑らかな多様体M を考える。 M の接バンドル の接続はアフィン接続と呼ばれ
(アフィン)測地線 と呼ばれる曲線のクラスを規定する(Kobayashi & Nomizu 1996, Volume 1, Chapter III)。
滑らかな曲線 γ: I → M がアフィン測地線であるとは、「{\displaystyle {\dot {\gamma }}}」が、「{\displaystyle \gamma }に沿った平行移動」に等しいことである。即ち、以下が成り立つときに、これはアフィン測地線であると言われる。
{\displaystyle \Gamma (\gamma )_{s}^{t}{\dot {\gamma }}(s)={\dot {\gamma }}(t).\,}
時間に関して微分を取ると、これは、より簡単な形になる。
{\displaystyle \nabla _{{\dot {\gamma }}(t)}{\dot {\gamma }}=0.\,}

## リーマン幾何学における平行移動
リーマン幾何学においては、
ある接続が（その接続が定める）平行移動が計量テンソルを保つときに、
計量接続と呼ばれる。
即ち、接続Γ が、任意の接ベクトルX, Y ∈ Tγ(s)
に対して以下の条件を満たせば、metric connectionとしての資格がある:
{\displaystyle \langle \Gamma (\gamma )_{s}^{t}X,\Gamma (\gamma )_{s}^{t}Y\rangle _{\gamma (t)}=\langle X,Y\rangle _{\gamma (s)}.}
t=0における微分を行う際に、対応する微分演算子∇ は、計量に対する積の微分法則、即ち
{\displaystyle Z\langle X,Y\rangle =\langle \nabla _{Z}X,Y\rangle +\langle X,\nabla _{Z}Y\rangle .}
を満たさねばならない。

### 測地線
∇ がmetric connectionであれば、アフィン測地線はリーマン幾何学の通常の意味での測地線であり、その曲線の弧長は局所には最小である。 より正確には、まず、γ: I → M, 、 I は開区間としたときに、もしこれが測地線であれば{\displaystyle {\dot {\gamma }}}のノルムはI上で一定である。確かに、
{\displaystyle {\frac {d}{dt}}\langle {\dot {\gamma }}(t),{\dot {\gamma }}(t)\rangle =2\langle \nabla _{{\dot {\gamma }}(t)}{\dot {\gamma }}(t),{\dot {\gamma }}(t)\rangle =0.}
ガウスの補題 (リーマン幾何学)に従えば、
もし、A が{\displaystyle {\dot {\gamma }}(t)}のノルムであれば、曲線γ上の充分に近い２点、たとえばγ(t1) と、 γ(t2)との間の、「計量によって誘導される距離」は、以下によって与えられる：
{\displaystyle {\mbox{dist}}{\big (}\gamma (t_{1}),\gamma (t_{2}){\big )}=A|t_{1}-t_{2}|.}
上記の式は、測地距離が多様体の周囲 (球体など) を一周してしまう可能性があるため、２点が充分に近くなければ当てはまらないこともある。

## 一般化
これまではベクトル束上に定義された接続を扱ってきたが、それに限らず、他のタイプの接続に対してもより一般化された意味で平行移動という概念を定義できる。一つの一般化として主束 への拡張がある(Kobayashi & Nomizu 1996, Volume 1, Chapter II)。
P → Mは、「多様体M上で定まり構造群Gを持つ主束」であり、Pにはprincipal connection ωが定まっているものとする。ここで構造群Gはリー群である。ωはM上の曲線γそれぞれに対して、以下の写像を定義する。
{\displaystyle \Gamma (\gamma )_{s}^{t}:P_{\gamma (s)}\rightarrow P_{\gamma (t)}}
この写像は、γ(s)の上に生えたファイバーから、γ(t)の上に生えたファイバーへの写像で、等質空間の同型を与える。つまり、
{\displaystyle \Gamma _{\gamma (s)}gu=g\Gamma _{\gamma (s)}} for each g∈G.
さらに平行移動の一般化も可能である。 エーレスマン接続の意味での接続は、接ベクトル空間の水平リフトという特別な概念に依存していて、我々は、水平リフトによる平行移動を定義できる。
カルタン接続は、「平行移動が特定の モデル空間 を多様体上の曲線に沿って「ローリング」するような写像と見なすことができるような構造」を備えたエーレスマン接続である。このローリングのことを、発展と呼ぶ。

## 近似法：シルトのはしご

2段あるシルトのはしご。線分 A1X1 と A2X2 は、ベクトル A0X0 の曲線に沿った平行移動の1次の近似。

平行移動は、曲線に沿って有限のステップをとり、
レヴィ・チヴィタの擬平行四辺形を、平行四辺形近似するシルトのはしごによって離散的に近似できる。